# Riebeeckstad
Riebeeckstad este un oraș din Africa de Sud.